# Song Jae-rim
Đây là một tên người Triều Tiên, họ là Song.
Song Jae-rim (tiếng Hàn: 송재림; 18 tháng 2 năm 1985 – 12 tháng 11 năm 2024) là một cố diễn viên kiêm người mẫu người Hàn Quốc.
Anh bắt đầu hoạt động diễn viên vào năm 2009, và được biết đến trong các bộ phim như Mặt trăng ôm mặt trời (2012), và Two Weeks (2013). Anh trở nên nổi tiếng khi xuất hiện trong mùa 4 của chương trình truyền hình thực tế Chúng ta đã kết hôn cùng với Kim So-eun. Anh biết chơi saxophone và đàn guitar.

## Đời sống

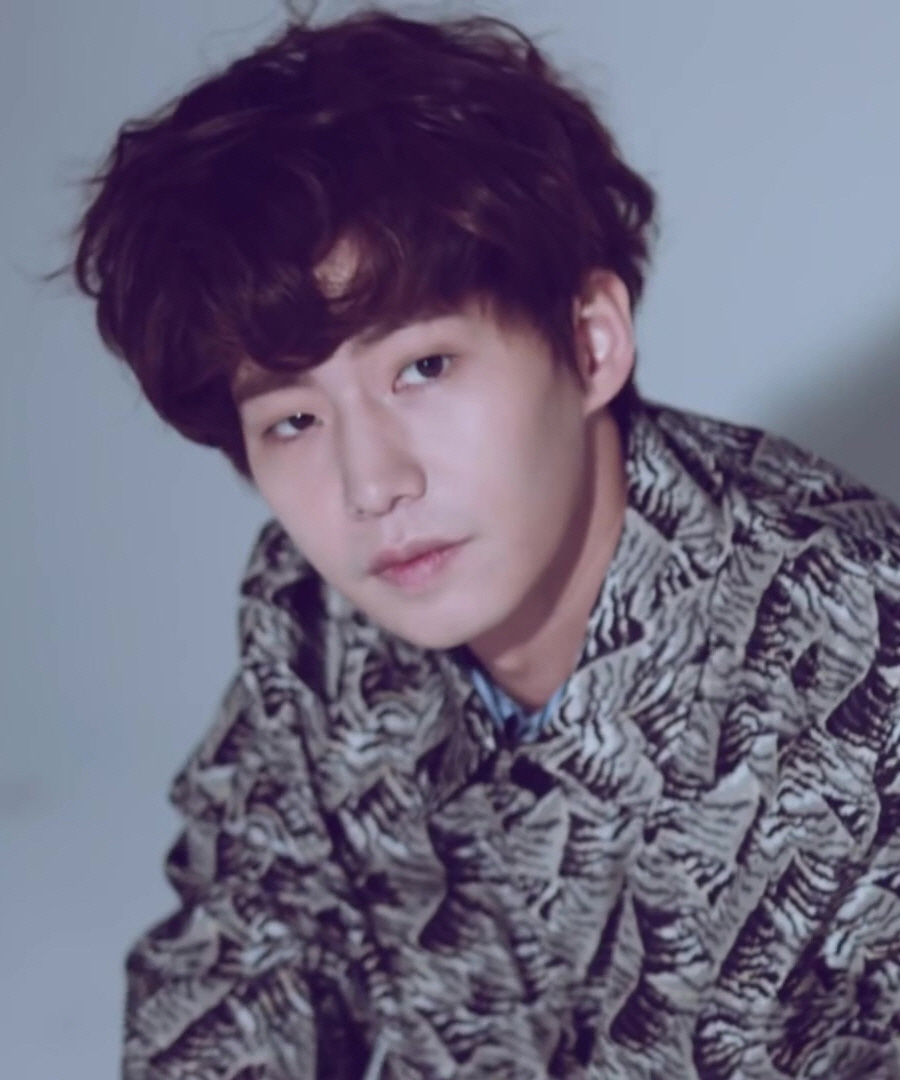
Song Jae-rim năm 2016

Anh tham gia ngành điện ảnh năm 2009 với vai phụ đầu tiên trong phim The Actresses. Năm 2012, anh đóng vai Kim Je-woon trong tác phẩm Mặt trăng ôm mặt trời và trở nên nổi tiếng. Thời điểm đó, anh là một trong những diễn viên trẻ tài năng được triển vọng cho làn sóng Hallyu.
Song Jae-rim nhận được sự yêu mến và ủng hộ sau khi tham gia chương trình truyền hình thực tế Chúng ta đã kết hôn cùng với Kim So-eun. Nữ diễn viên đã hết lời khen ngợi bạn diễn, đồng thời cô thừa nhận anh là mẫu bạn trai lý tưởng của mình. Cặp đôi dính nghi vấn hẹn hò nhưng ngay sau đó đã bị bác bỏ bởi tin đồn Kim So-eun hẹn hò Son Ho-joon năm 2015 cùng loạt bằng chứng được tung ra từ The Fact. Nhưng cô đã làm rõ việc hẹn họ này không phải sự thật, Kim So-eun cũng đã làm rõ việc này và cô cùng Jae-rim đã nói chuyện với nhau ở tập 22 của Chúng ta đã kết hôn về chuyện này.
Nam diễn viên từng chia sẻ, anh chưa muốn kết hôn hay hẹn hò và muốn dành hết tâm huyết cho công việc điện ảnh. Đến nay, đã sáu năm anh chưa hẹn hò. Jae-rim chia sẻ, mẫu bạn gái lý tưởng của anh không cần quá xinh đẹp nhưng phải thấu hiểu, quan tâm, chu đáo và hài hước.

## Qua đời
Vào ngày 12 tháng 11 năm 2024, Song Jae-rim được phát hiện đã chết tại nhà riêng ở quận Seongdong, Seoul vào khoảng 12:30 (KST). Một viên chức của đồn cảnh sát Seongdong xác nhận rằng "hiện tại không có nghi ngờ giết người hoặc tội phạm nào khác". Naver đưa tin cảnh sát tìm thấy một bức thư tuyệt mệnh tại hiện trường. Lễ tang của anh được tổ chức tại Nhà tang lễ Yeouido St. Mary vào ngày 14 tháng 11. Gia đình anh muốn tổ chức nhỏ và không đưa ra nguyên nhân cái chết.

## Hoạt động diễn xuất

### Phim
| Năm  | Phim điện ảnh               | Vai diễn                  |
| ---- | --------------------------- | ------------------------- |
| 2009 | The Actresses               | Thợ phụ chụp ảnh          |
| 2010 | Grand Prix                  | In-Jae                    |
| 2012 | Give Me Back My Cat         |                           |
| 2013 | The Suspect                 | Kim                       |
| 2014 | The Tunnel                  | Ki-Chul                   |
| 2018 | On Your Weeding Day         | Lee Yoon-geun             |
| 2019 | The Snob                    | Seo Jin-ho                |
| 2022 | Yaksha: Ruthless Operations | Jae Gyu                   |
| 2022 | Good Morning                | Nhân viên pha cà phê Yoon |
| CTB  | Get Rich                    | Oh Gi-roh                 |
| CTB  | Salmon                      | Hae-nam                   |

### Phim truyền hình
| Năm     | Tên phim                                           | Kênh phát sóng | Vai diễn                 | Ghi chú   | Tham khảo     |
| ------- | -------------------------------------------------- | -------------- | ------------------------ | --------- | ------------- |
| 2010    | Daemul                                             | SBS            | Official in the club     |           |               |
| 2010    | Secret Garden                                      | SBS            | Ca sĩ                    |           |               |
| 2011    | Flower Boy Ramen Shop                              | tvN            | Hee-Gon                  |           | [ 23 ]        |
| 2012    | Mặt trăng ôm mặt trời (The Moon Embracing The Sun) | MBC            | Kim Je-woon              |           |               |
| 2013    | Nail Shop Paris                                    | MBC            | Kay                      |           | [ 24 ]        |
| 2013    | Fantasy Tower                                      | tvN            | Yong-Wan                 |           | [ 25 ]        |
| 2013    | Two Weeks                                          | MBC            | Sát thủ Kim              |           | [ 26 ]        |
| 2014    | Inspiring Generation                               | KBS2           | Mo Il-Hwa                |           | [ 27 ]        |
| 2014    | Big Man                                            | KBS2           | Park Dong-Pal (cameo)    |           |               |
| 2014    | Secret Love                                        | Dramacube      | Time slip helper         |           |               |
| 2014    | Surplus Princess                                   | tvN            | Kwon Shi-Kyung           |           |               |
| 2015    | Unkind Ladies                                      | KBS2           | Lee Roo-O                |           | [ 28 ]        |
| 2016    | Goodbye Mr. Black                                  | MBC            | Seo Woo-Jin              |           | [ 29 ]        |
| 2016    | Thumping Spike                                     | Sohu TV        | Hwang Jae-woong          |           | [ 30 ]        |
| 2016–17 | Our Gap-soon                                       | SBS            | Heo Gap-dol              |           | [ 31 ]        |
| 2017    | Borg Mom                                           | MBC            | NIS Agent                |           |               |
| 2018    | Secret Mother                                      | SBS            | Ha Jung-wan              |           | [ 32 ]        |
| 2018–19 | Clean With Passion For Now                         | JTBC           | Choi Ha-in / Daniel Choi |           | [ 33 ] [ 34 ] |
| 2019    | I Wanna Hear Your Song                             | KBS2           | Nam Joo-Wan              |           | [ 35 ]        |
| 2019    | Drama Stage Season 3: Big Data Romance             | tvN            | Kim Seo-joon             | Vai chính | [ 36 ]        |
| 2022    | Blood Riding Love                                  | JTBC           | Sung Jae-hoon            | Vai chính | [ 37 ] [ 38 ] |
| 2022    | Minamdang                                          |                |                          | Cameo     | [ 39 ]        |
| 2024    | My Military Valentine                              |                | Sung Jae-hoon            |           | [ 40 ] [ 41 ] |

### Phim chiếu mạng
| Năm  | Tựa đề                | Vai                   | Ghi chú | Ct.    |
| ---- | --------------------- | --------------------- | ------- | ------ |
| 2021 | How to Be Thirty      | Cha Do-hoon           |         | [ 42 ] |
| 2021 | Work Later, Drink Now | Song PD               | Cameo   | [ 43 ] |
| 2023 | All That We Loved     | Dr. Go (Adult Go Yoo) | Cameo   | [ 44 ] |
| 2024 | Queen Woo             | Go Pae-eui            |         | [ 45 ] |

### Chương trình truyền hình
| Năm       | Chương trình                                  | Đài truyền hình |
| --------- | --------------------------------------------- | --------------- |
| 2014–2015 | Chúng ta đã kết hôn (We Got Married) Season 4 | MBC             |
| 2015      | House Cook Master Baek                        | tvN             |
| 2019      | Surfing House                                 | JTBC            |

### Video âm nhạc
| Năm  | Tiêu đề           | Nghệ sĩ        |
| ---- | ----------------- | -------------- |
| 2009 | "Molla-ing"       | May Doni       |
| 2009 | "Bus"             | Yeo Hoon-min   |
| 2009 | "Because of You"  | After School   |
| 2010 | "Go Away"         | 2NE1           |
| 2012 | "The Day Before'' | Nell           |
| 2013 | "Runaway"         | KARA           |
| 2014 | "Agape"           | Zhang Liyin    |
| 2014 | "Not Alone"       | Zhang Liyin    |
| 2015 | "Me, Myself"      | Shin Seung-hun |

## Giải thưởng và đề cử
| Năm  | Giải thưởng              | Thể loại                                             | Tác phẩm được đề cử | Kết quả   |
| ---- | ------------------------ | ---------------------------------------------------- | ------------------- | --------- |
| 2014 | MBC Entertainment Awards | Best Male Newcomer                                   | Chúng ta đã kết hôn | Đoạt giải |
| 2014 | MBC Entertainment Awards | Best Couple Award (cùng với Kim So-eun)              | Chúng ta đã kết hôn | Đoạt giải |
| 2015 | KBS Drama Awards         | Best New Actor                                       | Unkind Ladies       | Đề cử     |
| 2015 | KBS Drama Awards         | Popularity Award, Actor                              | Unkind Ladies       | Đề cử     |
| 2015 | KBS Drama Awards         | Best Couple Award (cùng với Lee Ha-na)               | Unkind Ladies       | Đề cử     |
| 2016 | SBS Drama Awards         | Special Acting Award, Actor in a Serial Drama        | Our Gap-soon        | Đoạt giải |
| 2016 | SBS Drama Awards         | Best Couple Award (cùng với Kim So-eun)              | Our Gap-soon        | Đề cử     |
| 2018 | SBS Drama Awards         | Top Excellence Award, Actor in a Daily/Weekend Drama | Secret Mother       | Đề cử     |